# Kacper Sulowski
Kacper Sulowski (ur. 1 września 1987 w Kraśniku) – polski dziennikarz prasowy i telewizyjny. Od stycznia 2022 reporter programu "Czarno na białym TVN24". Wcześniej związany z „Gazetą Wyborczą”. Trzykrotnie nominowany do nagrody Grand Press i do Nagrody PAP im. Ryszarda Kapuścińskiego. Autor książki „Z miłości. Portrety polskich domów”, oraz współautor reportażu true crime "Ostatni".

## Życiorys
Kacper Sulowski ukończył Dziennikarstwo i Komunikację Społeczną oraz Stosunki Międzynarodowe na Uniwersytecie Marii Curie-Skłodowskiej w Lublinie. Pierwsze kroki w dziennikarstwie stawiał podczas studiów w lubelskim Akademickim Radiu Centrum. Przez pięć lat (2012 – 2017)  kierował redakcją kultury, był gospodarzem audycji „Koktajl Kulturalny”. W 2013 r. opublikował pierwszy tekst w lubelskim dodatku „Gazety Wyborczej”. Z lokalnym oddziałem „GW” był związany przez cztery lata. Od 2017 r. pracuje w oddziale stołecznym „Wyborczej”, pisze o sprawach kryminalnych, prawach człowieka i nadużyciach władzy.
W lutym 2020 r. jako pierwszy opisał jak Jolanta Turczynowicz-Kieryłło, ówczesna szefowa kampanii prezydenta Andrzeja Dudy w przeszłości łamała ciszę wyborczą. Po serii tekstów opublikowanych na ten temat w „Wyborczej” adwokatka zrezygnowała z funkcji szefa kampanii prezydenta. Za cykl tekstów na ten temat Sulowski został nominowany do nagrody Grand Press 2020 w kategorii News, co spotkało się z liczną krytyką, zwłaszcza po stronie środowisk centroprawicowych oraz prawicowych.
Od 2017 r. Kacper Sulowski współpracuje z magazynem reporterów „Duży Format”, w którym publikuje reportaże i wywiady. Pisał m.in. o polskim podróżniku brutalnie zamordowanym w Meksyku i próbach zatuszowania zabójstwa przez tamtejszą prokuraturę. Opublikował serię reportaży o dopalaczach, a jako jedyny w Polsce dziennikarz dotarł do współpracowników i opisał szczegóły dopalaczowego biznesu Jana S., okrzykniętego „Królem dopalaczy”. Razem z Zuzanną Bukłahą napisał reportaż o księdzu katechecie oskarżonym o wykorzystanie 13 dziewczynek w podwarszawskim Legionowie, pokazując jak pedofilię w kościele traktują mieszkańcy wiosek i małych miast. Reportaż został nominowany do nagrody Grand Press 2019. W tym samym roku nominację do tej nagrody, ale w kategorii wywiad, Kacper Sulowski otrzymał za tekst „Szczur nigdy nie będzie koniem”. To rozmowa z dziennikarzem niemieckiego „Der Spiegel” o odradzającym się nacjonalizmie za Odrą.
Sulowski, razem z Zuzanną Bukłahą opisał szczegóły budowania medialnego imperium byłego egzorcysty, ks. Michała Olszewskiego. W 2020 r. fundacja prowadzona przez duchownego wygrała konkurs na powstanie ośrodka pomocy ofiarom przestępstw organizowany przez Ministerstwo Sprawiedliwości.
W reportażu „Zamiast szóstki dostał piątkę” opublikowanym w „Gazecie Wyborczej” Sulowski opisał kulisy samobójczej śmierci 11-letniego chłopca, który wyskoczył przez balkon z bloku na warszawskiego Ochocie.
Dwa lata z rzędu (2019 i 2020) jako jedyny dziennikarz piszący po polsku wygrywał granty na powstanie tekstów wykorzystujących metodę dziennikarstwa rozwiązań przyznawane przez międzynarodowe organizacje: Ashoka i Transitions.
W październiku 2020 r. Kacper Sulowski opublikował w „Dużym Formacie” reportaż pt. „Nie potrafię kochać” o kobietach uzależnionych od kompulsywnych zachowań seksualnych. Artykuł zdobył 2. nagrodę w konkursie „Uzależnienia XXI wieku” organizowanym przez fundację Inspiratornia na najlepszy materiał dziennikarski o uzależnieniach behawioralnych. 
W styczniu 2022 roku Sulowski dołączył do zespołu programu "Czarno na białym TVN24". W 2024 roku jego cykl reportaży "Szkoła Ziobry" został nominowany do Nagrody im Ryszarda Kapuścińskiego Polskiej Agencji Prasowej w kategorii Wideo.
Sulowski ma też doświadczenie dydaktyczne. Od 2014 do 2017 r. na Uniwersytecie Marii Curie-Skłodowskiej prowadził zajęcia (warsztat prasowy oraz warsztat publicysty kulturalnego) ze studentami Dziennikarstwa i Komunikacji Społeczne.
W październiku 2020 r. nakładem wydawnictwa Harde ukazała się jego debiutancka książka. Zbiór reportaży – „Z miłości. Portrety polskich domów” to 14 historii, które wydarzyły się w domach w różnych zakątkach Polski. Jeszcze przed premierą pozycja znalazła się na liście bestsellerów sklepu internetowego sieci księgarń Świat Książki. W listopadzie 2021 roku książka znalazła się w finale nagrody Grand Press w kategorii Reporterska Książka Roku. W 2023 nakładem wydawnictwa Agora ukazała się jego kolejna książka, którą napisał we współpracy z Zuzanną Bukłahą. Reportaż true crime "Ostatni" to historia o ostatnim polskim seryjnym zabójcy, który nie został osądzony. 

## Nagrody i nominacje
- Zapałka Andersena 2016[24]
- Grant na artykuł wykorzystujący metodę dziennikarstwa rozwiązań przyznany przez fundację Ashoka 2019[25]
- Międzynarodowy grant na artykuł wykorzystujący metodę dziennikarstwa rozwiązań przyznany przez międzynarodową organizację Transitions 2020[26]
- Nominacja do Grand Press 2019 w kategorii Reportaż prasowy[2]
- Nominacja do Grand Press 2019 w kategorii Wywiad[2]
- Druga Nagroda w konkursie „Uzależnienia XXI wieku” na najlepszy materiał dziennikarski o uzależnieniach behawioralnych 2020.
- Nominacja do Grand Press 2020 w kategorii News[4]
- Finał Nagrody Grand Press 2021 w kategorii Reporterska Książka Roku[22].
- Nominacja do Nagrody im. Ryszarda Kapuścińskiego za najlepszy reportaż 2024 roku w kategorii Wideo.[19]